# Palaçoulo
Palaçoulo (Portugees) of Palaçuolo (Mirandees) is een plaats (freguesia) in de Portugese gemeente Miranda do Douro en telt 678 inwoners (2001).